# Лесли Исбен Рогге
Лесли Исбен Рогге (род. 8 марта 1940 г.) — американский преступник, является первым из десяти преступников ФБР, которого арестовали по Интернету.

## Биография
Рогге родился в Сиэтле, штат Вашингтон. 
В 1970-х годах Рогге за угон автомобилей и крупные кражи был заключен в американскую тюрьму в Ливенворте, штат Канзас. 
Позже он был приговорен к 25 годам за ограбление банка в 1984 году в Ки-Ларго, штат Флорида. 
В сентябре 1985 года он подкупил сотрудника исправительного учреждения и сбежал из тюрьмы в Москве, штат Айдахо. 
В 1986 году, сразу после побега, он ограбил банк в Эль-Дорадо (штат Арканзас) и банк в Хай-Пойнте (штат Северная Каролина). 
24 января 1990 года Рогге стал 430-м беглецом, который был добавлен в список десяти наиболее разыскиваемых беглецов ФБР, где он оставался в течение следующих шести лет. В телешоу «Неразрешенные тайны» и «Разыскивается в Америке» его показали пять раз. 
В 1991 году он также ограбил банк в городе Уэбб, штат Миссури; 19 мая 1996 года Рогге узнал об этом в посольстве США в Гватемале после того, как гватемальские власти начали охоту на людей, получив уведомление от кого-то, кто видел фотографию Рогге на веб-сайте ФБР. 
После побега[откуда?] он жил в Антигуа (Гватемала) под псевдонимом Билл Янг. 
Рогге украл более 2 миллионов долларов и ограбил в общей сложности около 30 банков, и в настоящее время отбывает 65-летний срок в федеральном исправительном учреждении Шеридан в г. Шеридан, штат Орегон. Он будет находиться в заключении до 2048 года: когда ему исполнится 108 лет, его выпустят.